# Вулиця Суботівська
Ву́лиця Субо́тівська — вулиця у Залізничному районі міста Львова, в місцевості Левандівка. Сполучає вулиці Широку та Блажкевич, утворюючи перехрестя з вулицею Повітряною. Прилучаються вулиці: Роксоляни, Івана Сірка, Данила Нечая, Кшиштофа Косинського. Нумерація будинків починається від Широкої. Вулиця асфальтована, має по дві смуги руху у кожен бік. Смуги руху розділені алеєю, яка переривається на перехресті з Повітряною. Хідники з обох сторін проїжджої частини асфальтовані.

## Історія
Вулиця прокладена 1956 року, з того часу має назву Суботівська на честь села Суботів, родового маєтку Богдана Хмельницького.

## Забудова
У забудові вулиці Суботівської переважають одноповерховий конструктивізм 1930-х років, дев'ятиповерхова житлова 1970-х років та п'яти- і дев'ятиповерхова житлова забудова 1980-х років. 
№ 2, 2а — на першому поверсі будинку містяться приватні медичні лабораторії «Ескулаб» та «Унілаб». У прибудові до будинку міститься аптечна крамниця мережі «Аптека-Пульс».
№ 7—11 — двоповерхові житлові будинки збудовані у 1960—1970-х роках для працівників Львівської залізниці. Ухвалою № 59 ЛМР від 26 вересня 2002 року будинки прийняті від дистанції цивільних споруд на станції Львів Львівської залізниці у власність територіальної громади міста Львова. Приміщення першого поверху будинку № 7 займає відділення № 10013/0334 АТ «Ощадбанк», відділення діагностичного центру «Медіс» та супермаркет № 9 мережі «Близенько». 
№ 11а — у колишньому приватному житловому будинку від 2018 року функціює церква релігійної громади Євангельських християн баптистів «Віфанія» — «Божий дім». 7 червня 2018 року, на черговій сесії ЛМР більшістю голосів остаточно прийняли ухвалу, якою  надали в постійне користування громаді земельну ділянку площею 0,2120 га за цією адресою для будівництва та обслуговування храму за рахунок земель житлової та громадської забудови.
№ 15 — храм Святого Духа ПЦУ, збудований 1999 року поблизу перехрестя з вулицею Блажкевич.
На Суботівську виходить чільний фасад комунального некомерційного підприємства «3-я міська поліклініка м. Львова» (до 2016 року — Державний заклад «Дорожня поліклініка ДТГО «Львівської залізниці»), що має адресу вулиця Повітряна, 99. 

Світлини вуличної забудови
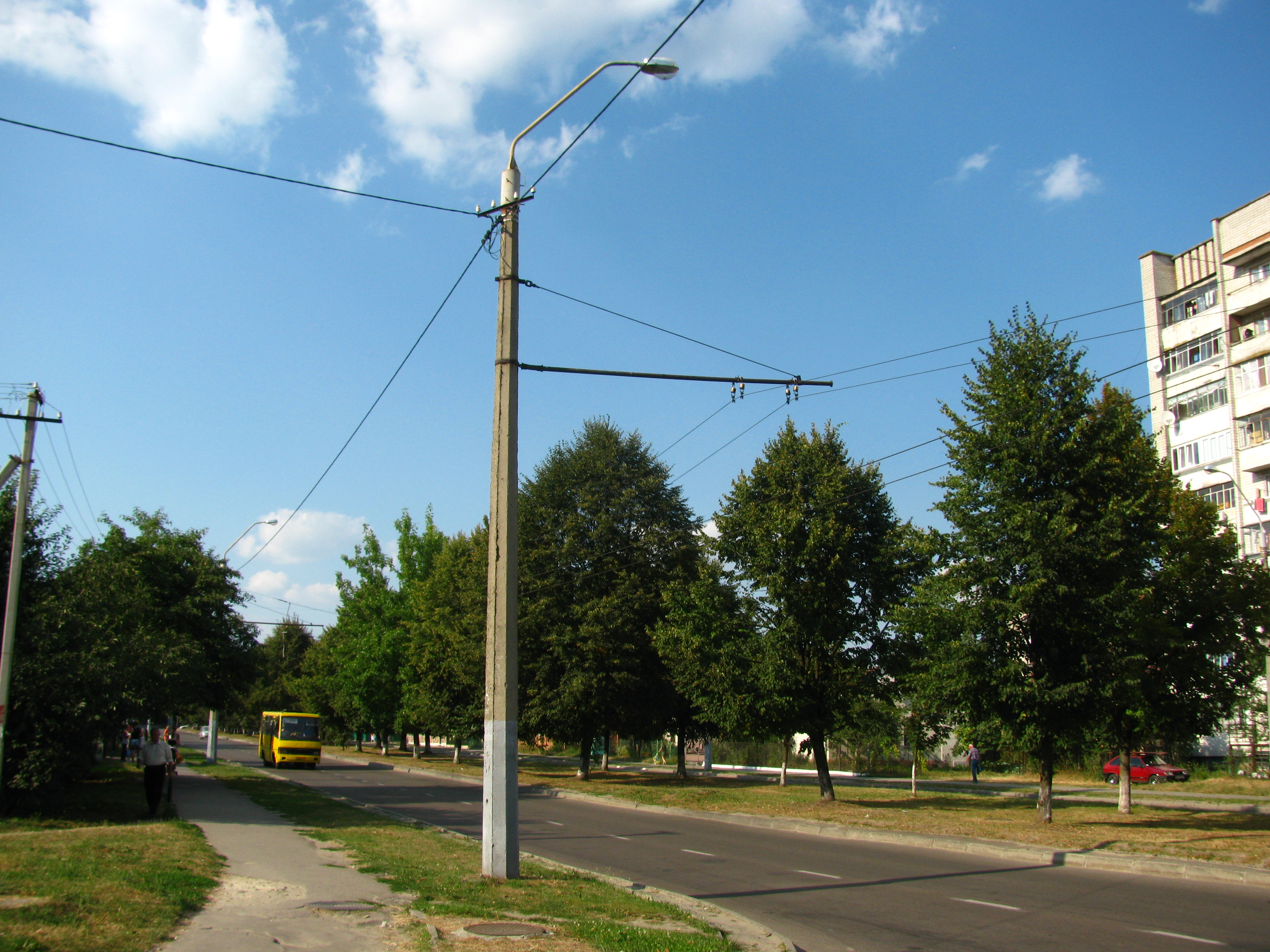
Початок вулиці
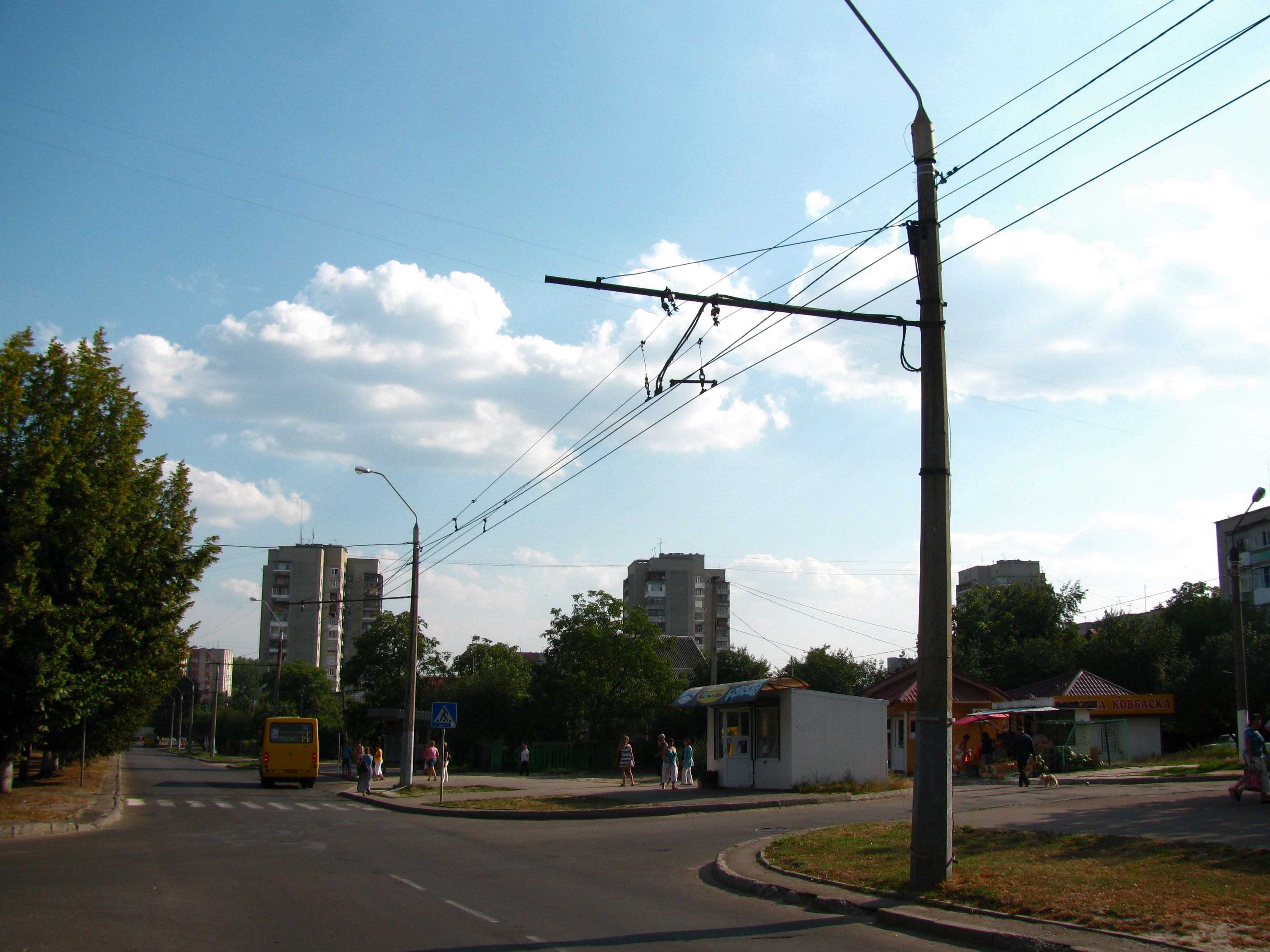
Середня частина вулиці
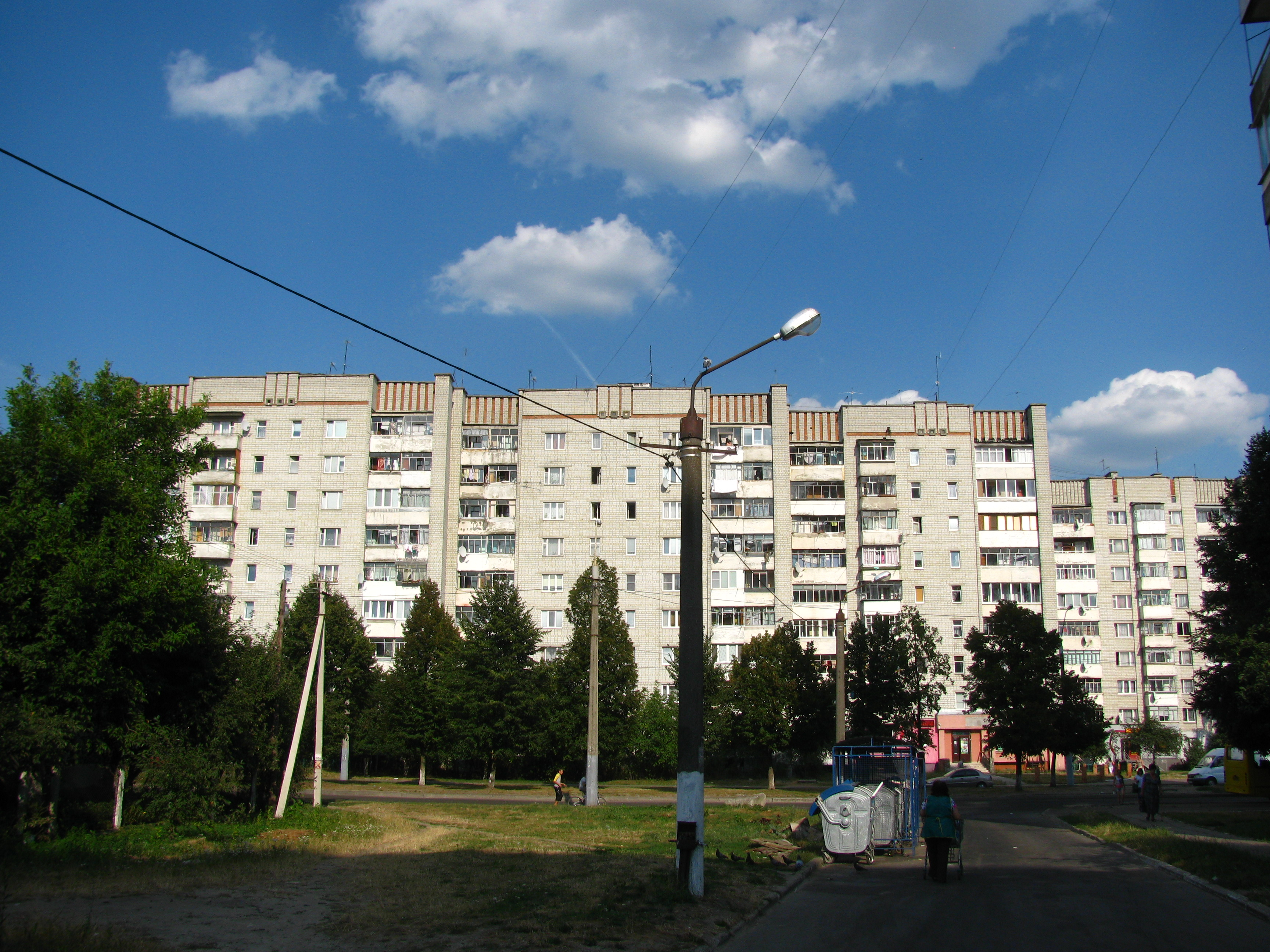
Будинок № 6
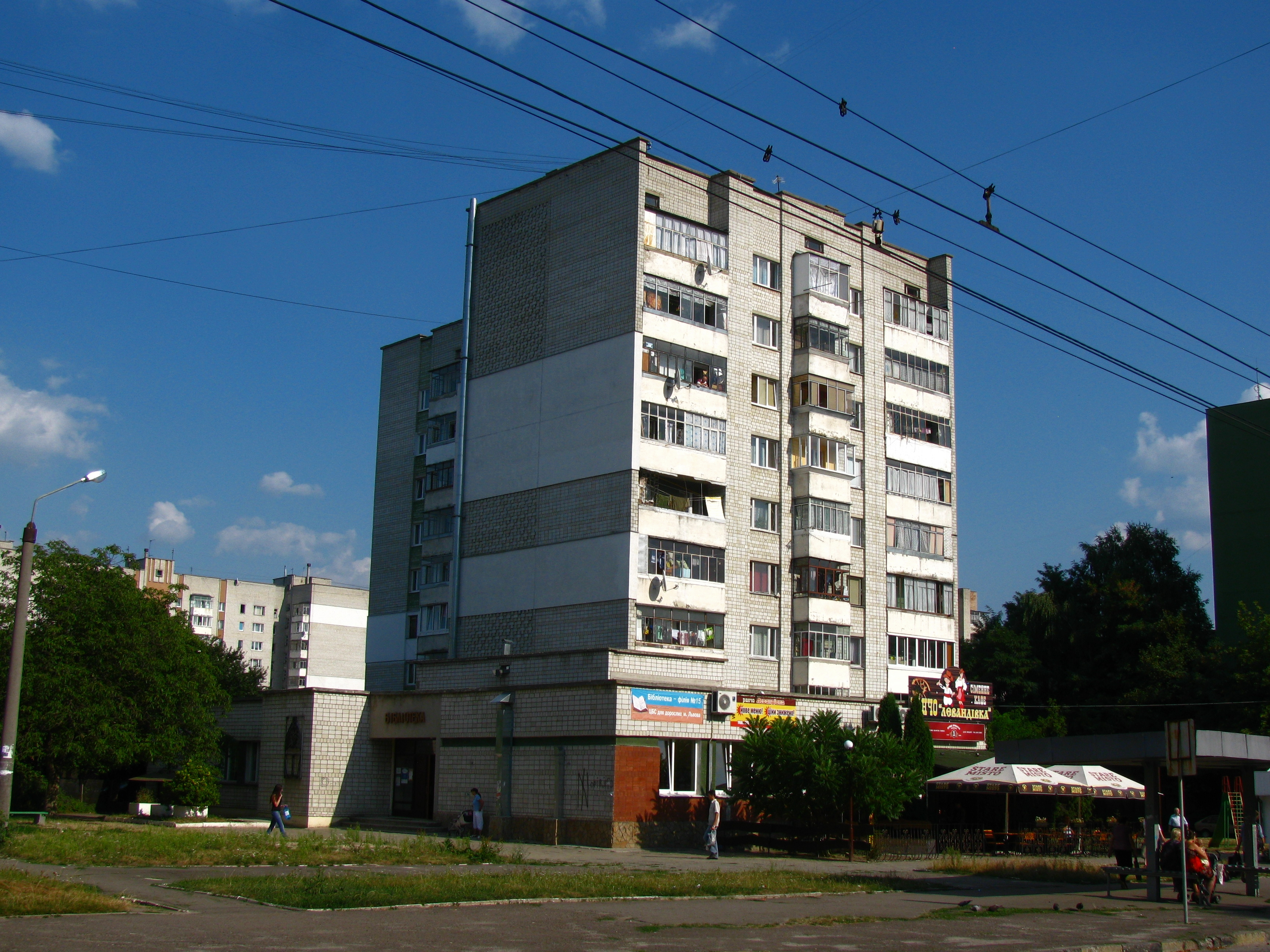
Будинок № 8а
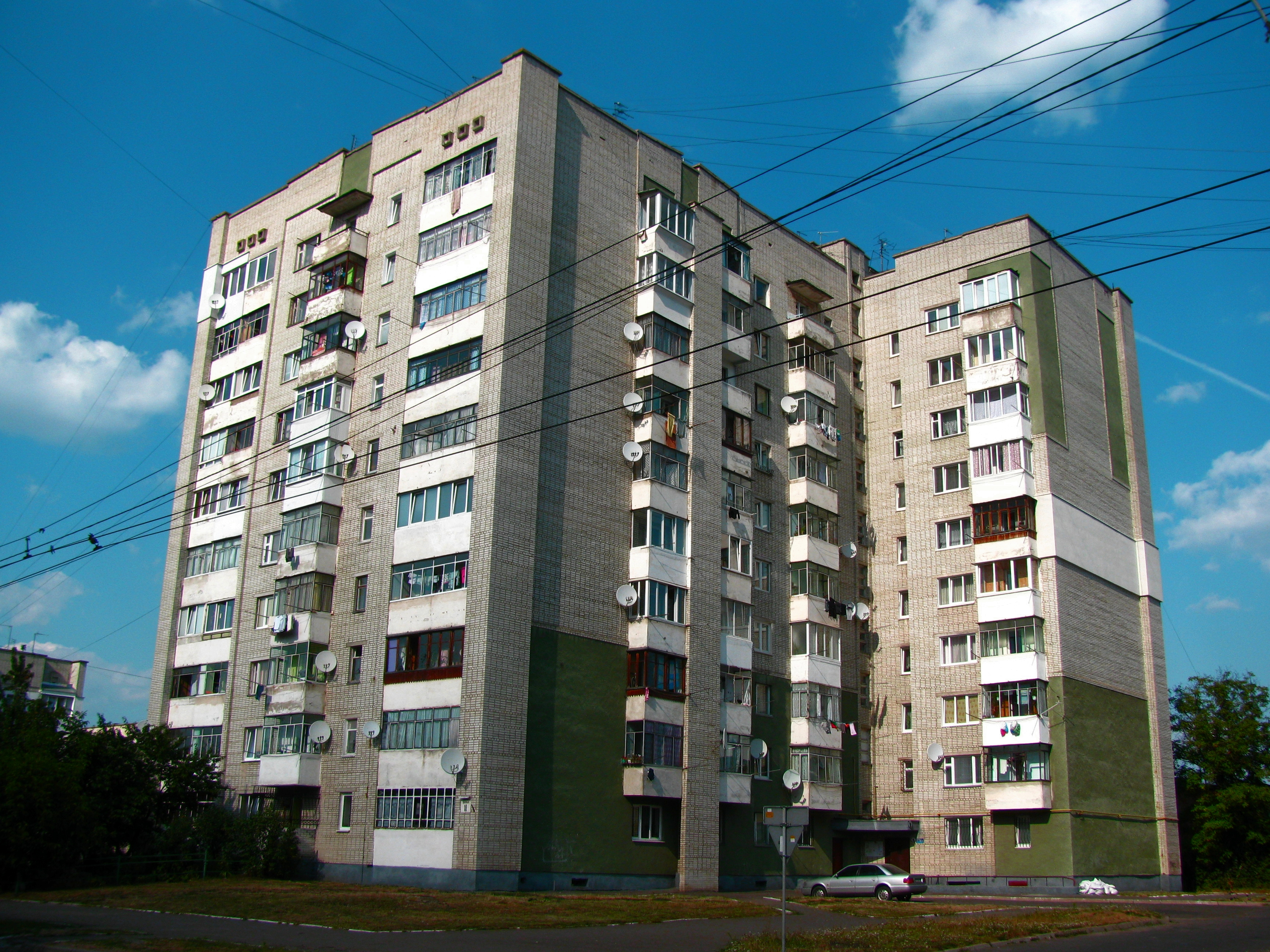
Будинок № 10
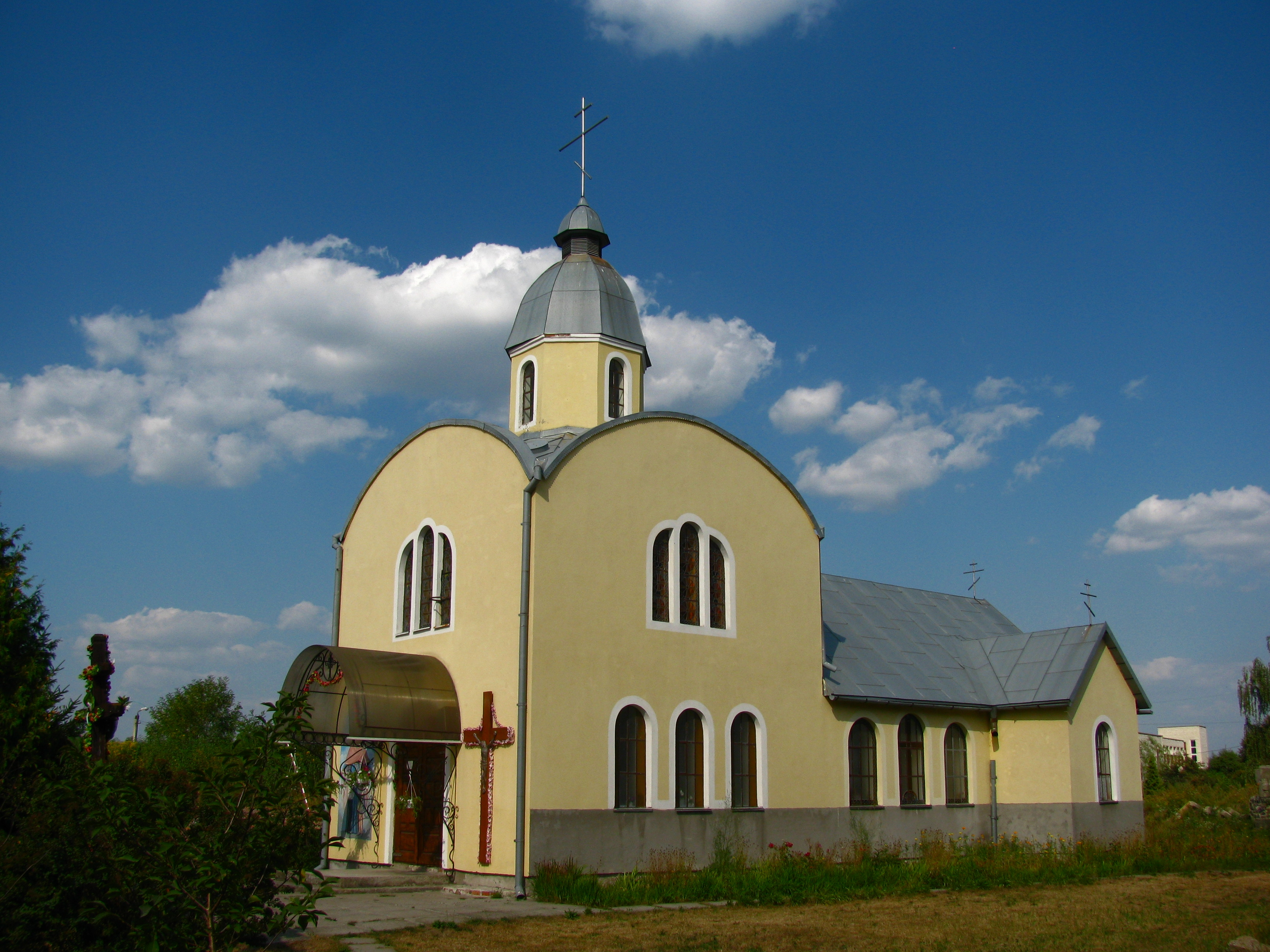
Церква Святого Духа

## Транспорт
1989 року вулицею Суботівською було прокладено тролейбусну лінію, якою від 20 липня того року почав курсувати тролейбусний маршрут № 6, що сполучав вулицю Суботівську з площею Кропивницького через вулиці Широку, Сяйво та Городоцьку. У 1991 році на Левандівку тимчасово, на час ремонту вулиці Городоцької, почав курсувати тролейбусний маршрут № 12, котрий до того часу сполучав вулицю Університетську з зупинкою «Льотне поле», що на Городоцькій. По закінченню ремонту змінений маршрут був збережений. У 2005 році маршрут № 6 скасований, але з 1 вересня 2009 року рух маршруту відновлений та 2011 року остаточно скасований.
До транспортної реформи 2012 року Суботівською курсували автобусні маршрути № 40, 41, 52, 53, 72, 91. Після реформи вулицею курсували маршрути № 13, 17, 18, 20, 23, 43.
На початку вулиці, поблизу перехрестя з Широкою в напрямку вулиці Блажкевич розташована зупинка громадського транспорту «Вул. Гніздовського». В середній частині вулиці, поблизу перехрестя з вулицею Повітряною в обох напрямках розташовані зупинки «Поліклініка № 3». В кінці вулиці, поблизу перехрестя з вулицею Блажкевич в напрямку Широкої розташована зупинка «Вулиця Суботівська», яка є кінцевою для тролейбусного маршруту № 32, автобусних маршрутів № 18; № 1001 (приміський) та маршрутних таксі № 13, 20, 23, 43.
Від 1 липня 2019 року змінилася нумерація тролейбусних маршрутів у Львові. Згідно цих змін, колишній тролейбусний маршрут № 12 став № 32.
2 листопада 2018 року, виконавчий комітет Львівської міської ради затвердив ЛКП «Львівавтодор» містобудівні умови та обмеження на будівництво дороги від вул. Суботівської до мікрорайону Рясне. Згідно виданих містобудівних умов, ЛКП «Інститут просторового розвитку», спільно із компанією «Містопроєкт» розробили проєкт нової дороги. Вулиця з'єднає Левандівку і Рясне, а у перспективі стане частиною широкої магістралі. Розпочати її будівництво планують у 2021 році. Вартість нової дороги близько 300 мільйонів гривень, а разом із тунелем під залізничною колією — майже 800 мільйонів гривень.